# Bogot
Bogot (uzbeko: Bog‘ot, russo Багат) è una città dell'Uzbekistan. È il capoluogo del distretto di Bogot della regione di Xorazm (Khorezm). La città si trova 30 km a sud-est di Urgench.